# Federação Peruana de Voleibol
A Federação Peruana de Voleibol  (em espanholː Federación Peruana de Voleibol,FPV) é  uma organização fundada em 1942, que governa a pratica de voleibol em Peru, sendo membro da Federação Internacional de Voleibol a partir de 1955, a entidade é responsável por  organizar  os campeonatos nacionais de  voleibol masculino e feminino no país.